# Ouadhia
Ouadhia (în arabă واضية) este o comună din provincia Tizi Ouzou, Algeria.
Populația comunei este de 15.771 de locuitori (2008).